# Militärverwaltung in Belgien und Nordfrankreich

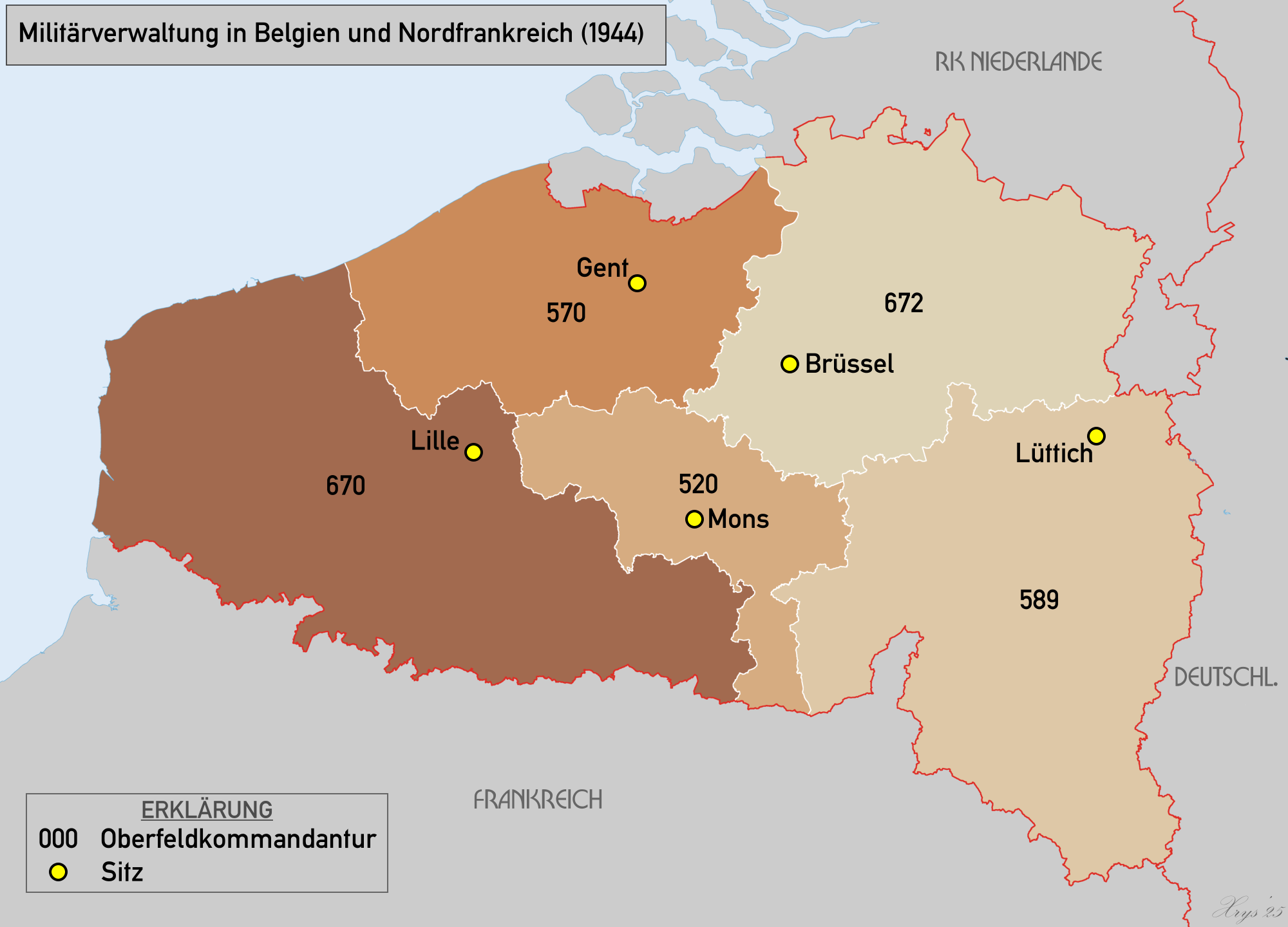
Karte der Militärverwaltung in Belgien und Nordfrankreich

Die deutsche Militärverwaltung in Belgien und Nordfrankreich wurde 1940, kurz vor der Kapitulation Frankreichs im Zweiten Weltkrieg, als Besatzungsbehörde der deutschen Wehrmacht unter dem Militärbefehlshaber General Alexander von Falkenhausen errichtet und unterstand ab dem 15. Juli 1944 General Martin Grase. Sie umfasste Belgien und die französischen Departements Nord und Pas-de-Calais unter Einschluss eines schmalen Gebietsstreifens entlang der französischen Nord- und Ostgrenze (Verbotene Zone). Pläne zur Übertragung der Militärverwaltung auf eine Zivilverwaltung wurden von der SS gefördert. Die SS hatte Josef Terboven oder alternativ Ernst Kaltenbrunner als Reichskommissar der Zivilverwaltung vorgeschlagen. Am 12. Juni 1944, sechs Tage nach dem D-Day, wurde die deutsche Militärverwaltung in Belgien und Nordfrankreich in die Zivilverwaltung des Reichskommissariates Belgien und Nordfrankreich umgewandelt.
Wegen ihrer Beteiligung an den Verbrechen der Judenverfolgung, der Geiselerschießungen und der Zwangsarbeit während ihrer Zeit in Belgien wurden General von Falkenhausen und sein Verwaltungschef, SS-Brigadeführer Eggert Reeder, von Brüsseler Kriegsrat 1951 zu jeweils 12 Jahren Zwangsarbeit verurteilt und kurz darauf begnadigt.